# جولييت بسيس
جولييت بسيس، (16 سبتمبر 1925 في قابس - 18 مارس 2017 في باريس)، مؤرخة معاصرة وجامعية تونسية متخصصة في المغرب العربي الكبير. 

## حياتها
ولدت جولييت سعادة في 16 سبتمبر 1925 في مدينة قابس، وكانت جزءًا من عائلة يهودية تونسية من الطبقة المتوسطة العليا في جنوب تونس، والتي كانت في ذلك الوقت تحت الحكم الاستعماري الفرنسي. أمضت طفولتها المبكرة في قابس حتى وفاة والدها سنة 1930، وعاشت مع والدتها وشقيقيها الأكبر سنًا.

### النشأة
في سن السابعة عشر، نشطت في الحزب الشيوعي التونسي، وروجت للنضال ضد الفاشية ومقاومة الاحتلال الألماني لتونس من نوفمبر 1942 إلى مايو 1943. خلال ذلك الوقت، التقت ب"ألدو بيسيس" (1918-1969) وهو مهندس زراعي وأحد القادة السريين للحزب الشيوعي أثناء فترة الاحتلال الألماني، وتزوجا في 3 فبراير 1944، لكنها لم تغير اسمها الأخير إلى بسيس حتى ولدت ابنتها الأولى صوفي بسيس.
بعد دراستها في مدرسة ليسيه أرماند فاليير (المعروفة الآن باسم ليسيه دي لا رو دو روسي) في تونس، والتي انقطعت عنها في السنة الثانية جراء التدابير المعادية لليهود التي اتخذها نظام فيشي، حصلت على شهادة الباكالوريا، وفي السنة التالية سجلت في السنة التحضيرية. استكلمت بيسيس تعليمها في مدرسة الدراسات العليا في تونس، التي أصبحت فيما بعد جامعة تونس (التابعة لجامعة السوربون في باريس، إذ كان يذهب الطلبة لاستكمال الامتحانات الشفوية هناك)، وحصلت على درجة البكالوريوس في أوائل الخمسينيات. ثم حصلت بسيس على شهادة جامعية في الجغرافيا عن دراسة تخصصية لسهل-سمنجة.مقرن، فيما اهتمت دراستها التكميلية بدراسة مناجم الحديد في منطقة الجريصة، إلا أنها كرست مسيرتها البحثية بعد ذلك للتاريخ وابتعدت نوعًا ما عن الجغرافيا.
في عام 1956، تم تعيينها أستاذة في ملحق خزندار بالمعهد الصادقي، وجاء ذلك بعد إنجابها لابنتها الثانية ساندرا بسنتين.
تخصصت في التاريخ المغاربي المعاصر، وركزت أبحاثها على السياسة الفاشية في البحر الأبيض المتوسط والنقابية التونسية وليبيا المعاصرة. حصلت بسيس على درجة الدكتوراه في التاريخ المعاصر من جامعة السوربون.
ظلت بيسيس تعمل في ثانوية خزندار حتى سنة 1961 قبل أن تنتقل للتدريس في المعهد العلوي تونس. والجدير بالذكر أن كلاً من الصادقية وخزندار حينها كانتا تضمان عددًا كبيرًا من الأساتذة من ذوي التوجه اليساري، والذين شكلوا على مر السنوات نواة الجيل اليساري الأول لتونس بعد استقلالها.

### بعد مغادرة تونس
في عام 1962، عندما بدأت الوظيفة العمومية التونسية في تطهير الرتب العليا من المسؤولين اليهود، غادرت عائلة بيسيس تونس، وانتقلت أولاً إلى الكاميرون حيث انضم زوجها ألدو إلى وكالة الأمم المتحدة للأغذية والزراعة (الفاو). هناك أصبحت جولييت خبيرة في اليونسكو وعُينت أستاذًا للتاريخ في ياوندي في مدرسة المعلمين العليا، والتي كانت جزءًا من نظام الجامعات الفرنسية. في عام 1964، انتقلت الأسرة إلى أديس أبابا، إثيوبيا لبضعة أشهر قبل أن يتم نقل ألدو بيسيس إلى المقر الرئيسي لمنظمة الأغذية والزراعة في روما. بعد ذلك بوقت قصير، انتقلت العائلة إلى جنيف حيث توفي ألدو عام 1969، واشتغلت خبيرة لدى المكتب الدولي للشغل. انتقلت جولييت وبناتها أخيرًا إلى باريس عام 1972.
طوال مسيرتها، بحثت بيسيس ودرست السياسة الفاشية في البحر الأبيض المتوسط ووثقت طموحات موسوليني لإعادة تأسيس الإمبراطورية الرومانية القديمة تحت حكمه. شكل بحثها أساس كتابها بعنوان "La Méditerranée Fasciste" (البحر الأبيض المتوسط الفاشي) الذي يصف إيطاليا موسوليني وتأثيرها على تونس قبل وأثناء الحرب العالمية الثانية.
درست بعد ذلك في باريس في معهد الدراسات السياسية، الذي يُطلق عليه «ساينس بو»، وكذلك في جامعة باريس 8 فانسان.
حملت أطروحتها التي ناقشتها في 1980 عنوان “إيطاليا موسيليني وتونس بين 1922 و1943” ونشرت هذه الأطروحة في كتاب في السنة اللاحقة تحت عنوان “البحر الأبيض المتوسط الفاشستي”، ومن حينها وازنت في توزيع وقتها بين التدريس والتأليف. وفقا لابنتها صوفي بسيس، فقد أعطت جولييت بسيس في سنة 1992 «ما يمكن اعتباره “شهادة مؤرخة” في كتابها ”المغرب الكبير: عبور قرن”»، كما نشرت جولييت كتابا حمل عنوان “المغرب الكبير: مسائل تاريخية” وضم عددا من مقالاتها.
من ضمن أعمالها التي ناقشت القضايا النقابية التونسية بيوغرافيا لفرحات حشاد النقابي التونسي، وظهرت تلك البيوغرافيا في “موسوعة الأفارقة” التي نشترها مجلة “جون أفريك”، كما تظهر فترة الحرب العالمية الثانية في تونس بصورة متكررة في كتاباتها، وخاصة ما يتعلق بدور الحزب الحر الدستوري الجديد، كما شملت أبحاثها مواضيع المنصف باي والمنصفية والأزمة اليوسفية وبدايات الاستقلال في تونس.

### وفاتها
توفيت جولييت بيسيس في 18 مارس 2017 عن عمر يناهز 91 عامًا في باريس.
في عام 2017، أعلنت ابنتها صوفي بسيس أنها تبرعت بمكتبة والديها، والتي تشمل مجموعة من الكتب والصحف عن تاريخ تونس والمغرب العربي، إلى المكتبة الوطنية بتونس.

## منشوراتها

### بالفرنسية
- Bessis, Juliette. "Le Mouvement ouvrier tunisien: de ses origines à l'indépendance." Le mouvement social (1974): 85-108.[11]
- Bessis, Juliette. "Chekib Arslan et les mouvements nationalistes au Maghreb." Revue historique 259.Fasc. 2 (526 (1978): 467-489.[12]
- Bessis, Juliette. La Méditerranée fasciste: l'Italie mussolinienne et la Tunisie. Vol. 15. Karthala Editions, 1981.[13]
- Bessis, Juliette. "Sur Moncef Bey et le moncéfisme: La Tunisie de 1942 à 1948." Outre-Mers. Revue d'histoire 70.260 (1983): 97-131.[14]
- Bessis, Juliette. Revue D'histoire Moderne Et Contemporaine (1954-), vol. 32, no. 4, 1985, pp. 697–699. JSTOR, www.jstor.org/stable/20529189. Accessed 7 Apr. 2021.
- Bessis, Juliette. "La politique américaine en Afrique du Nord pendant la seconde guerre mondiale." Revue des mondes musulmans et de la Méditerranée 36.1 (1983): 147-161.[15]
- Bessis, Juliette. "Ebrei in un paese arabo: Gli ebrei nella Libia contemporanea tra colonialismo, nazionalismo arabo e sionismo (1935-1970)." (1985): 695-697.[16]
- Bessis, Juliette. "L'Opposition France-etats-Unis au Maghreb de la Deuxième Guerre Mondiale jusqu'a l'indépendance des protectorats 1941–1956." Les Chemins de la Décolonisation de l'Empire coloniale français (1986): 341-56.[17]
- Bessis, Juliette. "Une diatribe qui éclaire l'histoire." (1976).[18]
- Bessis, Juliette. "Les voies d'accès de la Côte d'ivoire à l'indépendance." (1981).[19]
- Bessis, Julietee. "Les mouvements nègres en France, 1919-1939 : aux origines de la révolution culturelle nègre." (1984).[20]